# Магда Сабо
Магда Сабо (мађ. Magda Szabó, 5. октобар 1917 − 19. новембар 2007) била је мађарска књижевница и доктор филологије. Поред романа, писала је драме, есеје, студије, мемоаре, поезију и дечју књижевност. Члан је и оснивач Дигиталне књижевне академије. Најпревођенија је мађарска ауторка, са публикацијама у 42 земље и преко 30 језика. 

## Рани живот
Магда Сабо рођена је у Дебрецену у Аустроугарској 1917. године. 
1940. године дипломирала је на Универзитету у Дебрецену као наставница латинског и мађарског језика.  Исте године је почела да предаје у Протестантском интернату за девојке у Дебрецену и Ходмезевашархељу. Од 1945. до 1949. радила је у Министарству вера и образовања. 
Удала се за писца и преводиоца Тибора Соботку (1913 - 1982) 1947. године. 

## Књижевна каријера
Сабо је започела своју списатељску каријеру као песникиња и објавила је своју прву књигу поезије Bárány („Јагње“) 1947. године, након чега је 1949. године уследила Vissza az emberig („Повратак човеку“). 1949. године добила је Баумгартенову награду која је одмах повучена када је Сабо проглашена непријатељем Комунистичке партије.  Исте године је отпуштена из Министарства. Стаљинистичка ера од 1949. до 1956. цензурисала је било какву литературу, попут дела Магде Сабо, која није била у складу са социјалистичким реализмом.  Будући да је комунистички режим цензурисао и њеног супруга, била је принуђена да предаје у калвинистичкој женској школи до 1959.   
Током ових година написала је свој први роман Freskó („Фреска“), који је објављен 1958.  Роман говори о пуританској породици која се окупља на сахрани, док испитује питања лицемерја и размишља о мађарској историји.  Исте године објавила је још једну књигу поезије под називом Bárány Boldizsár („Лоренс Јагње“) и роман написан за млађу женску публику под насловом Mondják meg Zsófikának („Реци младој Софи“).  Az őz ("The Fawn“) објављен је 1959. године, роман усредсређен на глумицу и њену борбу за превазилажење тешког, осиромашеног детињства.  У овом роману Сабо ефектно приказује психолошки, унутрашњи свет савремене жене. Године 1961. и 1962. Сабо је објавила још два романа за младе жене, Álarcosbál („Маскирана лопта“) и Születésnap („Рођендан“).  Pilátus („Изина балада“), прича о лекарки и њеном односу са мајком, објављена је 1963.  Tündér Lala („Лара вила“), њен роман из 1965. године, један је од најпопуларнијих романа за децу написан на мађарском језику.  1969. године објавила је Katalin utca („Улица Каталин“), реалан приказ живота после Другог светског рата. Њен најчитанији роман Abigél ("Abigail", 1970) авантуристичка је прича о младој девојци која је током Другог светског рата живела у источној Мађарској. Успех романа резултирао је ТВ серијом, произведеном 1978;  роман је такође адаптиран у мјузикл који је премијерно приказан у марту 2008. године. 1971. Сабо је започела серију аутобиографских дела која приказују њену породичну историју. Први из ове серије је кратки роман Ókút („Древни извор“), а затим Régimódi történet („Старомодна прича“).  Сабо је 2002. године наставила ову аутобиографску серију са Für Elise, сећањем на ауторкин живот од 1917. до 1935.  Данас је ово једно од њених најпопуларнијих дела на мађарском језику. 
1975. године Сабо је објавила збирку драма под насловом Az órák és a farkasok („Вукови сати“).  Објавила је још две драме 1984. године, Erőnk szerint(„Према нашој снази“) и Béla Király („Краљ Бела“). 
Њен роман Az ajtó (Врата) објављен је 1987. године и постаће једно од њених најпознатијих дела широм света.  Роман се врти око односа две жене, једне истакнуте мађарске списатељице сличне самој Сабо, а друге своје тајне домаћице. Claire Messud пише у New York Times да је читање Врата потпуно променило њен поглед на живот, док га Cynthia Zarin, сарадница The New Yorker-а, назива "књигом која тресе кости".  Врата је на енглески превео 1995. Stefan Draughonи, 2005. Лен Рик. 

## Изабрана библиографија
- Mondják meg Zsófikának (1958).
- Az őz (1959).
- Disznótor (1960).
- Pilátus (Даљине) (1963).
- Katalin utca (Улица Каталин)(1969).
- Abigél (1970).
- Az ajtó (Врата)(1987).
- Régimódi történet (Старинска прича)
- Freskó (Фреска) (1958).
- Mondják meg Zsófikának (Реците Жофики)

## Награде и признања
- 1949: додељена Баумгартенова награда, иако је повучена истог дана. [6]
- 1959, 1972: додељена награда Јожеф Атила, главна мађарска књижевна награда. [2]
- 1978: додељена Кошут награда. [11]
- 2003: француски превод "Врата" Chantal Philippe додељује се Prix Femina étranger, француска књижевна награда, за најбољи страни роман.
- Abigél је изабран за шести најпопуларнији роман у мађарској верзији Великог читања. Још три њена романа појавила су се међу првих 100: Für Elise, An Old-Fashioned Story и The Door.
- 2006: Превод Врата на енглески језик Лен Рика доделио је награду за превод Oxford-Weidenfeld.
- 2006: Лен Риков енглески превод Врата ушао у ужи избор за Независну страну фиктивну награду 2006.
- 2007: Француски превод Улице Каталин доделио је 2007. Prix Cévannes.
- 2015: Лен Риков енглески превод Врата наведен је као један од најбољих прегледа књига New York Times 10 најбољих књига 2015. [12]
- 2018: ПЕН-ова награда за превод за Улицу Каталин за 2018. годину, превод Лен Рик. [13] [14] [15]
- 2019: Warwick награда за жене у преводу (ужи избор) за превод Лен Риков Улице Каталин. [16]
- 2020: Награда Hyman Wingate за писање о јеврејству, на дугом списку за превод Лен Рик Улице Каталин. [17]
- 2020: Warwick награда за жене у преводу (ужи избор) за превод Abigail Лен Рик. [18]

## Поштовање
5. октобра 2017. године, Google је прославио свој 100. рођендан са Google Doodle. 